# حسینعلی سلیمانی
حسینعلی سلیمانی سیاست‌مدار ایرانی بود، که در دوره بیست و چهارم مجلس شورای ملی به عنوان نماینده میانه از استان آذربایجان شرقی در مجلس شورای ملی حضور داشت.
وی پیش از شرکت در انتخابات مجلس شورای ملی دوره ۲۴ در سال ۱۳۵۷ مدیر دبیرستان کوروش کبیر شهرستان میانه بودند و از جمله خدمات ایشان در این دوره می‌توان به تاسیس کتابخانه غنی و آزمایشگاهی به‌روز برای این دبیرستان اشاره کرد 
حسینعلی سلیمانی قطعاً یکی از بزرگ‌ترین مشاهیر شهرستان میانه هستند که در طول زندگی خود تلاش‌های بسیاری برای پیشرفت این شهرستان انجام دادند.  